# Buschenhagen (Niepars)
Buschenhagen ist ein Ortsteil der Gemeinde Niepars im Landkreis Vorpommern-Rügen in Mecklenburg-Vorpommern.

## Geographie
Der Ort liegt zwei Kilometer östlich von Neu Bartelshagen. Die Nachbarorte sind Nisdorf im Norden, Günz im Nordosten, Neuenpleen im Osten, Duvendiek im Südosten, Lassentin im Süden, Neu Lassentin im Südwesten sowie Neu Bartelshagen und Zühlendorf im Westen.

## Geschichte
Zum 26. Mai 2019 wurde Buschenhagen im Zuge der Eingemeindung von Neu Bartelshagen ein Ortsteil von Niepars.